# Compresseur à spirale
Un compresseur à spirale, également appelé compresseur spiro-orbital, ou scroll, est un type de compresseur mécanique destiné à comprimer de l'air ou des fluides réfrigérants. Ces équipements se rencontrent notamment dans des climatisations, des réfrigérateurs, voire la construction automobile et les pompes à vide.
Inventé en 1905 par le français Léon Creux, la technologie a été peu utilisée à cause des formes complexes et précises requises. Dans les années 1980, Volkswagen équipe cependant ses moteurs d'un compresseur de ce type, le Compresseur G, ou G-Lader pour la suralimentation de ses moteurs G40 et G60.

Animation du fonctionnement d'un compresseur à spirales. Le gaz confiné entre deux spirales est comprimé lorsqu'il est forcé vers le centre.

## Histoire
Le compresseur à spirale est breveté le 3 octobre 1905 par le français Léon Creux. Il envisage le mécanisme comme un moteur rotatif à vapeur avec deux spirales co-orbitales, tout en évoquant la possibilité d'utiliser le système comme un compresseur. Le principe permet d'obtenir un couple régulier, avec un fonctionnement doux et silencieux. L'absence de va-et-vient peut éviter l'emploi d'un volant d'inertie, donc un démarrage en charge.
La production en grande série ne débute qu'à partir des années 1980 avec l'arrivée de techniques d'usinage à commande numérique, suffisantes pour l'obtention de jeux de l'ordre du dixième de mm entre les spirales. Les sociétés japonaises Sanden et Hitachi sont les premières à fabriquer des compresseurs scroll, respectivement pour des applications de climatisation de voitures en 1981 et de pompe à chaleur en 1983.
L'utilisation comme compresseur de suralimentation de moteur à combustion interne est initié par Volkswagen en 1988. Le compresseur fut nommé le Compresseur G, ou G-Lader, en référence à la forme du compresseur (Lader), qui ressemble à la lettre « G ».

## Principe de fonctionnement

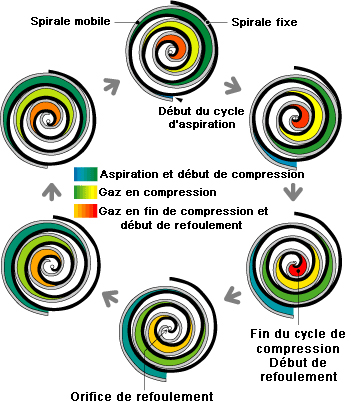
Principe de compression d'un compresseur scroll

Il repose sur deux spirales imbriquées qui peuvent être des spirales d'Archimède, des développantes ou des courbes hybrides,,,,. L'une des spirales est souvent fixe tandis que l'autre orbite autour de l'axe central sans tourner afin de comprimer des poches de fluide entre les spirales. Le mouvement orbital peut être communiqué par un arbre décentré mais il est indispensable d'empêcher la spirale de tourner sur elle-même. Une autre réalisation du dispositif consiste à faire orbiter les deux spirales de manière synchrone autour d'axes décalés. Les fuites sont évitées à l'aide de joints autour de l'axe, tandis que certains compresseurs à spirale fonctionnent sur le principe des pompes péristaltiques avec une enveloppe interne lubrifiée pour éviter les problèmes d'abrasion entre les surfaces.

## Intérêts
Ce type de compresseurs présente certains avantages dans les applications de petite puissance de climatiseurs en comparaison avec des compresseurs à piston.
- Simplicité liée au nombre de pièces (environ 70 dans un scroll contre 190 dans un piston)
- Meilleur rendement lié à l'absence de soupapes et à un éloignement des zones d'admission et de refoulement, diminuant le transfert thermique à l'aspiration.
- Diminution des vibrations et du niveau sonore
- Compression régulière et continue diminuant l'aspect pulsatoire des compresseurs alternatifs
- Encombrement réduit à puissance équivalente
- Démarrages doux limitant les appels de puissance

Leur rendement volumique est proche de 100 % car le volume de fluide restant dans le compresseur à la fin de chaque cycle est moindre que celui des compresseurs alternatifs mais cet avantage tend à disparaître lorsqu'ils opèrent à pression élevée.

## Applications

### Climatisation et pompe à chaleur
Le compresseur à spirale est très employé comme compresseur des installations de climatisation de petite puissance; dans les secteurs automobile, résidentiel ou tertiaire, en raison de sa compacité, de son faible niveau sonore et de coûts de fabrication et d'exploitation maîtrisés.

### Refroidisseurs
Comme éléments de compression dans des refroidisseurs de puissance frigorifique plus conséquente, la puissance est divisée sur plusieurs éléments de compression individuels.

### Air comprimé
La production d'air comprimé non lubrifié pour de petits à moyens débits jusqu'à 200 m3/h. Les plus grosses machines complètes sont constituées de plusieurs éléments de compression fonctionnant en parallèle. Les pressions sont limités à 10 bar.

### Compresseur G de Volkswagen
Le Compresseur G, ou G-Lader a été utilisé dans divers modèles de voitures particulières Volkswagen dans les moteurs G40 et G60. Son but est d'augmenter la puissance motrice produite par un moteur à combustion interne avec une cylindrée donnée. La majoration seule de l'injection de carburant produit un mélange air-carburant trop riche, qu'il faut compenser par une plus grande quantité d'air d'admission ajouté en même temps au mélange. Cet ajout d'air au mélange peut être réalisé avec un turbocompresseur entraîné par les gaz d'échappement ou un compresseur volumétrique entraîné par le vilebrequin. Le compresseur G est entraîné par vilebrequin et ne répond pas avec le retard généralement associé aux moteurs turbocompressés.

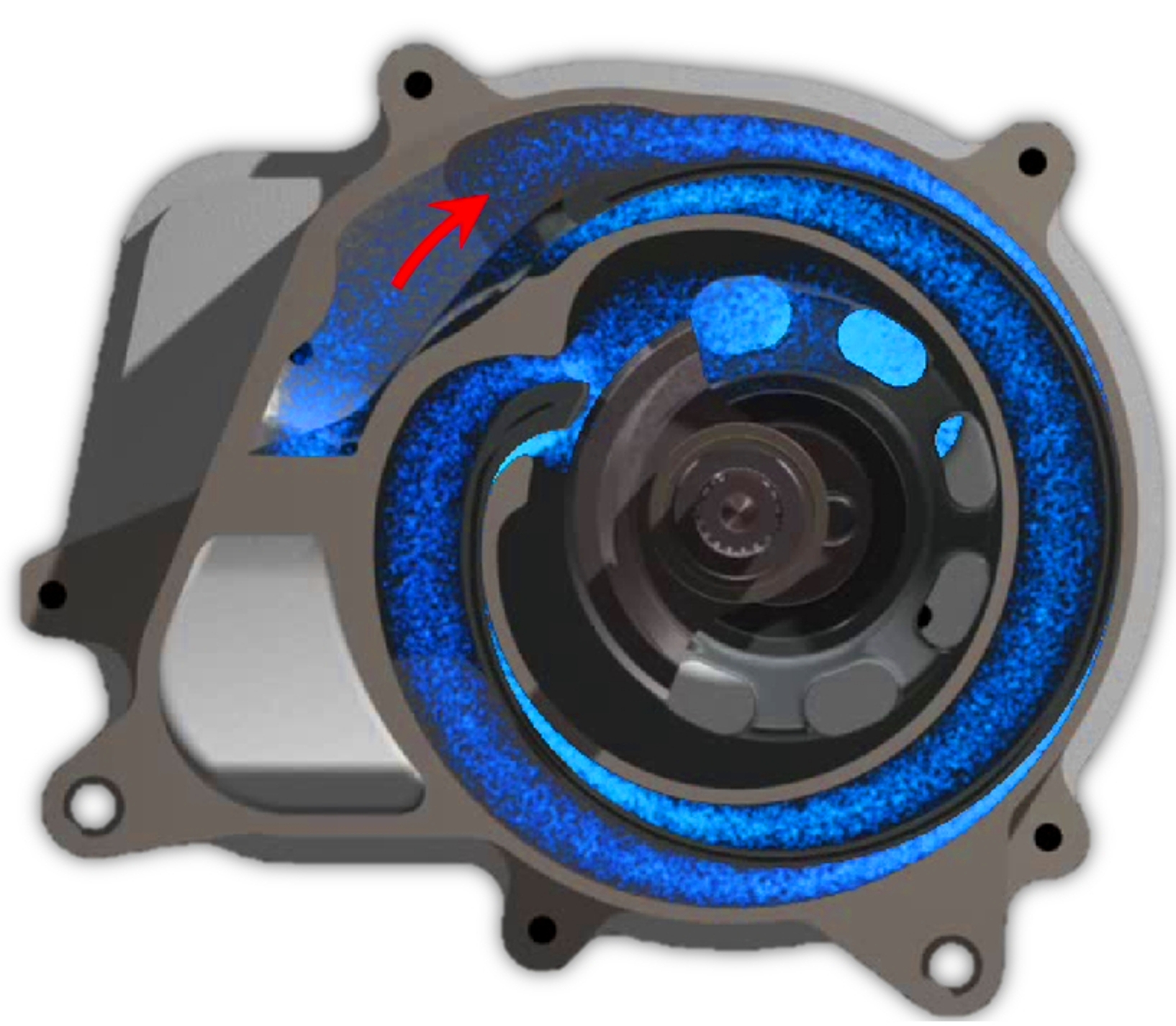
L'air est aspiré par l'entrée extérieure.
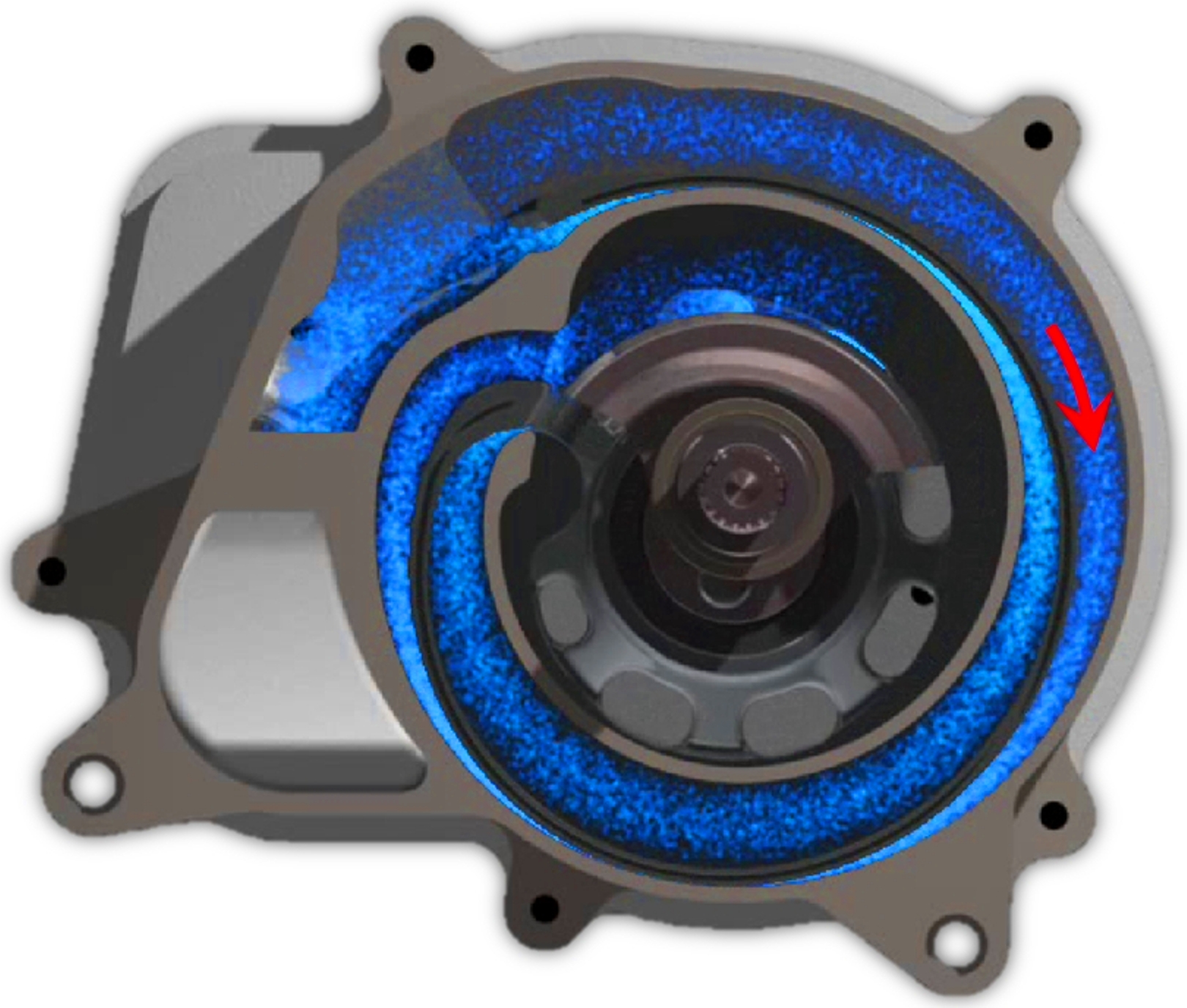
Le déplacement orbital de la spirale pousse l'air vers l'intérieur.
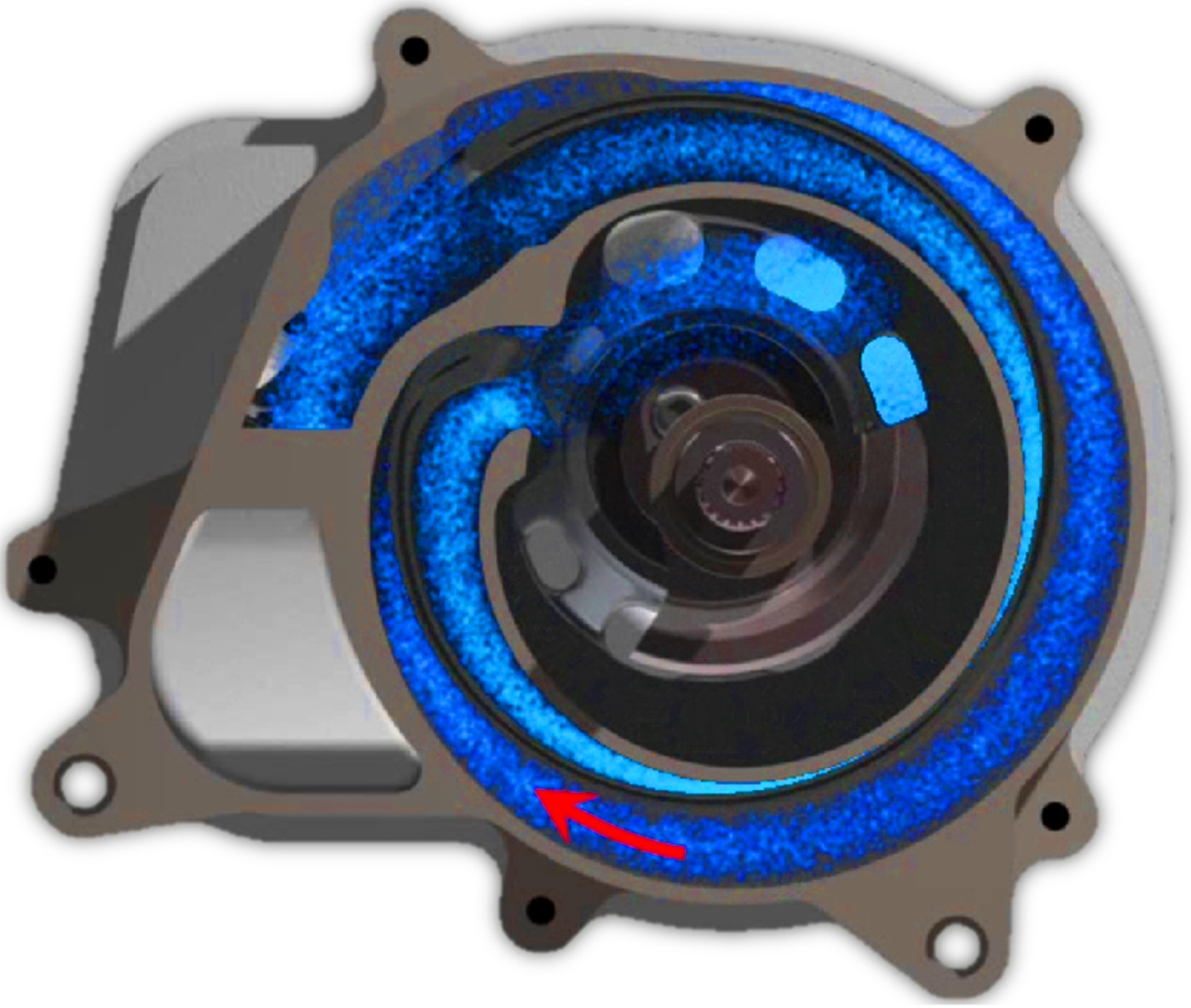
L'air comprimé est expulsé par la sortie intérieure.

L'arbre de commande du compresseur G est entraîné par la poulie du vilebrequin via une courroie trapézoïdale nervurée. Une autre courroie crantée assure la liaison entre l'arbre de commande et l'arbre auxiliaire. Le mouvement excentrique régulier de la spirale dans le carter du compresseur est obtenu par les excentriques des arbres de commande principal et auxiliaire. Tous les contours des spirales sont pourvus de bandes d'étanchéité qui servent également de guides dans le sens axial. Les vitesses relativement faibles entre spirale et carter permettent une durée de vie de ces bandes d'étanchéité assez longues. Le carter du compresseur contient le « surpresseur », dont les deux côtés sont des spirales, avec des joints entre ce dernier et le carter. Le carter lui-même contient également des spirales des deux côtés qui s’entraînent avec celles du surpresseur. Entraîné par le vilebrequin relié à l'arbre du surpresseur par une petite courroie crantée, le surpresseur se déplace de manière excentrique par rapport au boîtier du compresseur (comme le rotor dans un moteur Wankel) et, par ce mouvement, comprime l'air d'admission dans un espace plus petit, produisant finalement une pression manométrique maximale de 0,72 bar (0,68 bar sur les Polo 91/94) avec des poulies livrées en standard (75 mm).
Les spirales du surpresseur mesurent 40 mm de profondeur ou, dans la version plus grande, 59,5 mm, soit environ 60 mm. C'est la raison pour laquelle on retrouve les désignations de moteur G40 et G60 pour les noms des modèles Volkswagen dans lesquels il a été utilisé :
- VW Polo Mk2 GT G40 (Type 86c) Limité à 500 véhicules première série (tout noir, phares antibrouillard) et une seconde d'environ 1500 exemplaires (couleurs standards plus 500 tout noir pour le marché français uniquement) - 1.3 litre, 115 ch (1988) ;
- VW Polo Mk2F GT G40 (Type 86c) - 1.3 litre, 115 ch (113 ch version catalysée)  (1991 - 1994) ;
- VW Golf Mk2 GTI G60 (Type 19E) - 1.8 litre, 160 ch (1990 - 1991) ;
- VW Golf Mk2 G60 Rallye (Type 19E) - limité à 5000 véhicules - 1.8 litre, 160 ch (1990 - 1991) ;
- VW Golf Mk2 G60 Limited (Type 19E) - série spéciale limitée Volkswagen-Motorsport (1 prototype + 70 véhicules) - 1.8 litre, 210 ch (1988 - 1989) ;
- VW Corrado G60 (Corrado - Type 53I) - 1.8 litre, 160 ch (1988 - 1991) ;
- VW Passat (B3) G60 Syncro (Passat - Type 35I) - 1.8 litre, 160 ch (1988 - 1992).

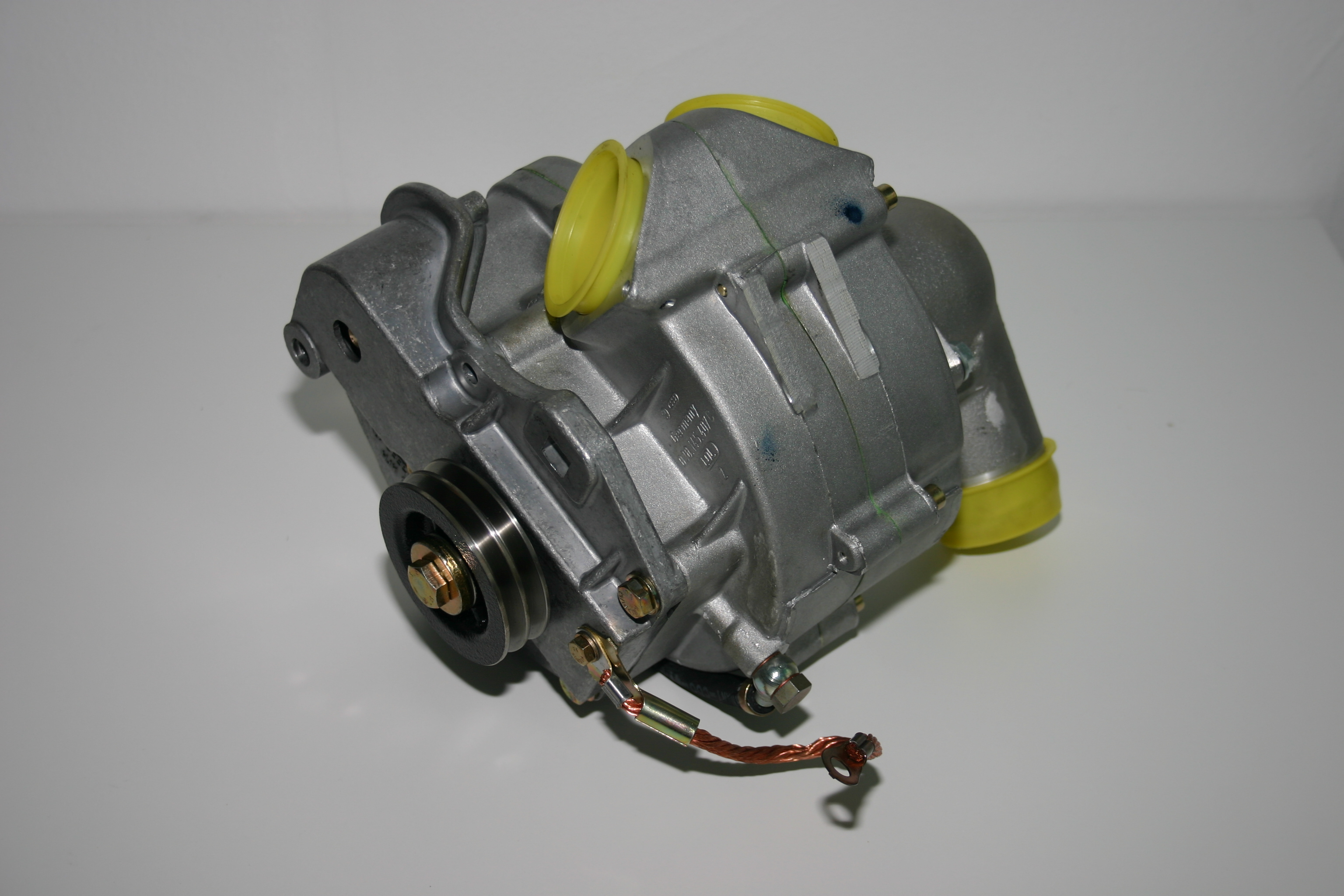
Compresseur G40.
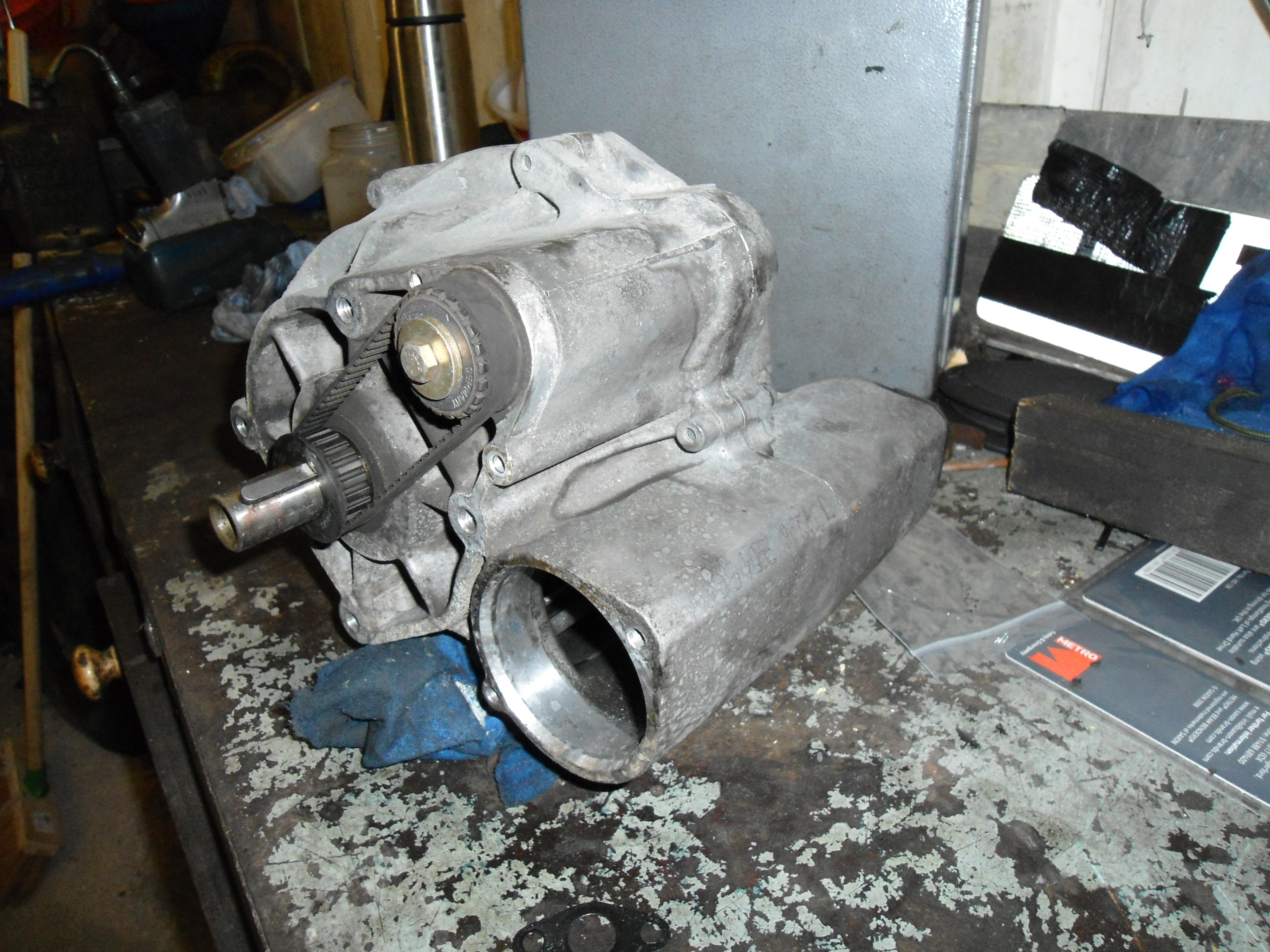
Compresseur G60 de Volkswagen Corrado.

Malgré les moyens mis en œuvre, la conception de Volkswagen s'avéra relativement fragile avec la nécessité de réparations assez fréquentes en fonctionnement normal. Ce fut l'une des raisons pour lesquelles le constructeur abandonna finalement cette technologie.  La principale cause du taux de pannes élevé était que Volkswagen présentait son compresseur G comme étant sans entretien. Cependant, en fonction des régimes, de la charge et de la conception, diverses pièces s'usent, avec des résultats allant de l'altération des performances à la destruction pure et simple. Il est pourtant souvent possible de prolonger la durée de vie d'un compresseur G à plusieurs centaines de milliers de kilomètres, en le révisant périodiquement avec des pièces de rechange appropriées.